# Igreja de Santa Maria do Castelo
De Igreja de Santa Maria do Castelo is de hoofdkerk van de Portugese plaats Tavira.
Deze staat op een heuvel, naast het kasteel van Tavira.
De kerk werd in de 13e eeuw gebouwd op de fundamenten van een voormalige moskee. Dit gebeurde in opdracht van Paio Peres Correia nadat hij de stad op de Moren had veroverd. Tijdens de Aardbeving van 1755 werd de kerk slechts licht beschadigd. Hierdoor is het Renaissance portaal goed bewaard gebleven.
De kerk heeft een altaar met verguld houtsnijwerk en is aan de binnenkant versierd met Azulejo. In de kerk liggen zeven Christelijke ridders begraven die tijdens de Reconquista waren gestorven. Ook ligt het lichaam van Paio Peres Correia er begraven.